# دساس
الدَّسَّاس(ملاحظة 1) (باللاتينية: Eryx) جنس ثعابين غير سامة، تندس تحت التراب. تندرج تحت فصيلة البوائيات (باللاتينية: Boidae) التي تلد ولا تبيض، وهي ليلية المعيشة تعيش بشكل دائم تحت التراب وكذلك تحت الصخور في المناطق الرملية. ويغطي جسمها قشور صغيرة ناعمة جداً مما يجعل منظرها لامعاً ويساعدها على الاندساس تحت التراب بشكل انسيابي. تتميز عيونها بأنها في أعلى الرأس وفتحات أنفها كذلك، لتستطيع إخراج فقط العيون والأنف لتترقب فرائسها، ومتى ما رأت أياً من فرائسها انقضت عليه وعصرته، وهي بطبيعتها تعصر فرائسها حتى الموت ثم تبتلعها بادئةً من الرأس.  
تعتبر الدساسة حية ليلية المعيشة تعيش في البيئة الصحراوية الرملية وتتغذى على العظايا.
يوجد عند الدساس زائدتان حول فتحة المجمع على شكل شوكتين صغيرتين جلديتان بطول 6مم، وهذه الزوائد توجد فقط عند الحيات من فصيلة الأصلة التي ينتمي إليها الدساس.
قال الجاحظ في كتابه الحيوان:
ولو كانت الدساس من أصناف الحيات لم نخصها بالذكر، ولكنها وإن كانت على قالب الحيات وخرطها، وأفرغت كإفراغها وعلى عمود صورها، فخصائصها دون خصائصها، كما يناسبها في ذلك الحفاث والعربد، وليسا من الحيات، كما أن هذا ليس من الحيات، لأن الدساس ممسوحة الأذن، وهي مع ذلك مما يلد ولا يبيض، والمعروف في ذلك أن الولادة في الأشرف (الظاهر الأذنين) والبيض في الممسوح (ليس بظاهر الأذنين) وقد زعم أناس أن الولادة لا تخرج الدساس من اسم الحية كما أن الولادة لا تخرج الخفاش من اسم الطير.
وفي موضع آخر قال الجاحظ: وأما الدساس منها فإنها تلد ولا تبيض، وهي لا ترضع ولا تلقم، والخفاش تلد ولا تبيض، وهذا مختلف.
يقول الجاحظ عند الكلام عن الحيات:
ومن أعاجيبها أنها وإن كانت موصوفة بالشره والنهم، وسرعة الابتلاع، فلها في الصبر في أيام الشتاء ما لا ليس للزهيد.
ويقول الجاحظ كذلك:
والثعابين إحدى القواتل. ويزعمون أنها ثلاثة أجناس لا ينجع فيها رقية و لا حيلة، كالثعبان، والأفعى، والهندية. ويقال أن ما سواها فإنما يقتل مع ما يمدها من الفزع، فقد يفعل الفزع وحده، فكيف إذا قارن سمها؟ وسمها إن لم يقتل أَمرَض.
ويقول الجاحظ في موضع آخر:
ومن عجيب ما فيها من هذا الباب، أن نابها يقطع بالكاز (المِقْطَع) فينبت حتى يتم نباته في أقل من ثلاث ليال.
ويذكر الجاحظ فيما يورده عن صاحب المنطق (وهو أرسطو):
وزعم أن الحيات تسلخ جلودها في أول الربيع عند خروجها من أعشتها وفي أول الخريف. وزعم أن السلخ يبتدئ من ناحية عيونها أولاً. قال: ولذلك يظن بعض من يعانيها أنها عمياء. وهي تسلخ من جلودها في يوم وليلة من الرأس إلى الذنب، ويصير داخل الجلد هو الخارج.

## من أنواعه
يبلغ طولها عادة أقل من متر.
يوجد نوعان من الساس في مصر:
- الدساس الصومالي طوله حوالي 64 سم في شرق أفريقيا وصولاً إلى صعيد مصر. أصفر الظهر عليه لطع كبيرة غير منتظمة تضرب الي السواد والبطن أبيض
- الدساس المتوسطي طوله حوالي 96 سم ينتشر في أوروبا وآسيا وإفريقيا ويعرف بالوجه البحري والقاهرة. أحمر الظهر أو أغبره والبطن أبيض أصيفر يأكل السحالي والفئران ويعصرها بعضلاته كما يفعل الحفاث.
- الدساس العربي.

## هوامش
- ملاحظة 1 المرادفات: الإعيرج[2][3] أو الدفانة[3] أو النكاز.[2][3]